# ヘアロフ・トロレ級海防戦艦
| ヘアロフ・トロレ級海防戦艦                    | ヘアロフ・トロレ級海防戦艦 |
| --------------------------------------------- | --- |
| 写真は竣工当時の「ヘアロフ・トロレ(1899年）」 | |
| 艦級概観                                      | |
| 艦種                                          | 海防戦艦 |
| 艦名                                          | 人名 |
| 前級                                          | スキョル |
| 次級                                          | ニールス・ユール |
| 性能諸元                                      | |
| 排水量                                        | 常備：3,494トン 満載：3,650トン |
| 全長                                          | 86.5m （ピーザ・スクラム：87.4m） |
| 全幅                                          | 15.1m （ピーザ・スクラム：15.7m） |
| 吃水                                          | 5.0m |
| 機関                                          | ソーニクロフト式石炭専焼水管缶6基 +三段膨張型レシプロ機関2基2軸推進 |
| 最大 出力                                     | 4,400hp （ピーザ・スクラム：5,400hp） |
| 最大 速力                                     | 15.6ノット （ピーザ・スクラム：16ノット） |
| 航続 距離                                     | 9ノット/2,500海里 （ピーザ・スクラム：9ノット/2,620海里） |
| 燃料                                          | 石炭：245トン（満載） （ピーザ・スクラム：255トン） |
| 乗員                                          | 254名 （ピーザ・スクラム：262名） |
| 兵装                                          | カネー 1893-96年型 24cm（40口径）単装砲2基 ボフォース 15cm（43口径）単装速射砲4基 オチキス 5.7cm（44口径）単装速射砲10基 （1905年：オチキス 4.7cm（43口径）単装機砲6基） オチキス 3.7cm単装機砲8基 45cm水中魚雷発射管単装3-4基 |
| 装甲                                          | 舷側：195mm（水線部） 甲板：45mm（平坦部）、65mm（傾斜部） 主砲塔：195mm（前盾）、150mm（側面)、50mm(天蓋） バーベット部：185mm（最厚部） 副砲ケースメイト：140mm（最厚部）、防盾：75mm（最厚部） 司令塔：190mm（最厚部）      |

ヘアロフ・トロレ級海防戦艦 (panserskibe Herluf Trolle-klassen) はデンマーク海軍の海防戦艦の艦級で3隻が就役した。

## 概要
本艦はデンマーク海軍が自国の沿岸警備のために造り上げた海防戦艦のクラスで3隻の建造が承認され、デンマーク海軍コペンハーゲン造船所で3隻が建造・竣工した。本級は基本設計に大差ない物の、個艦ごとの改設計により姉妹艦の細部が異なっていた。

## 艦形

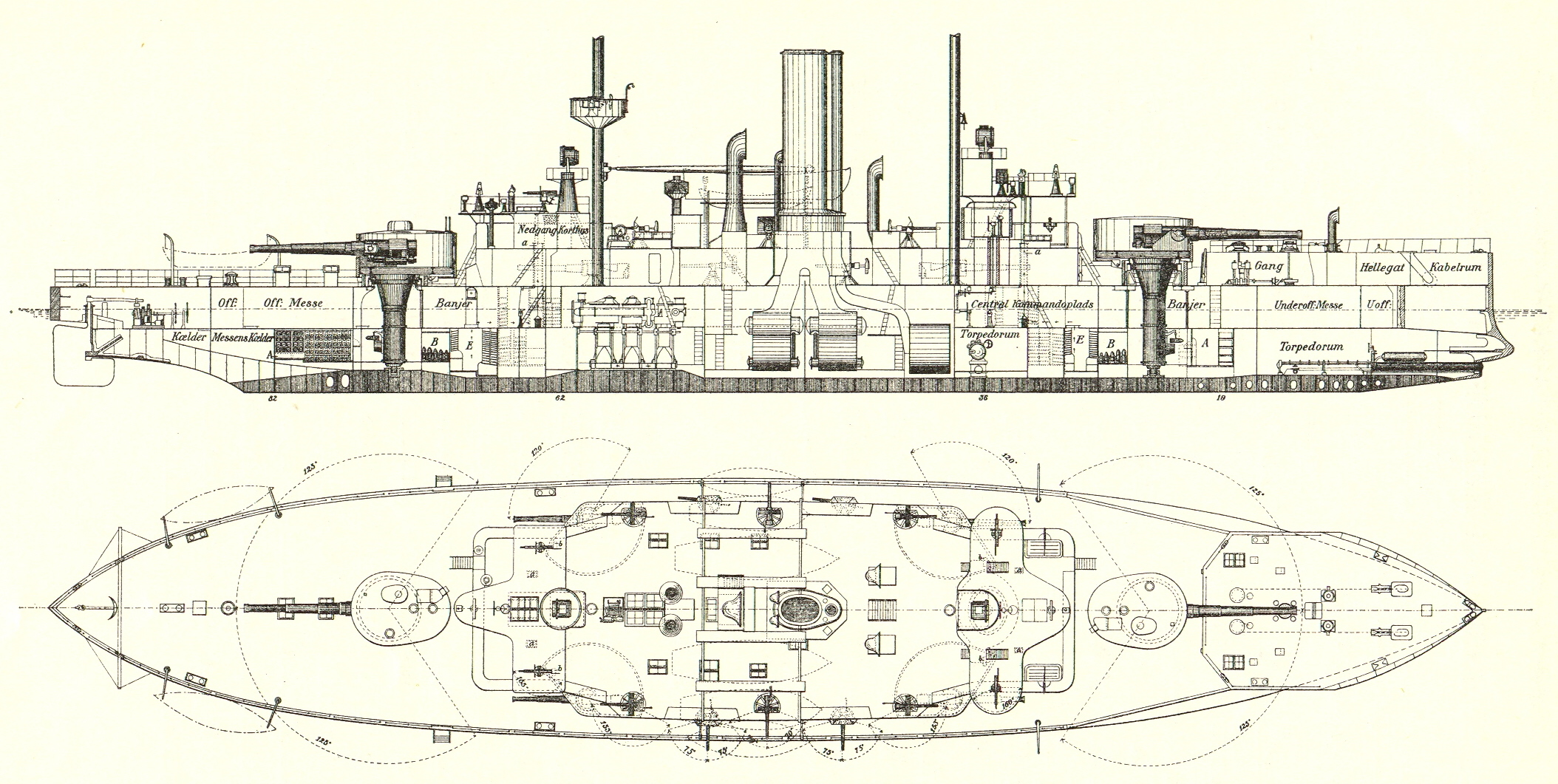
1899年の「ヘアロフ・トロレ」の武装配置を示した図。

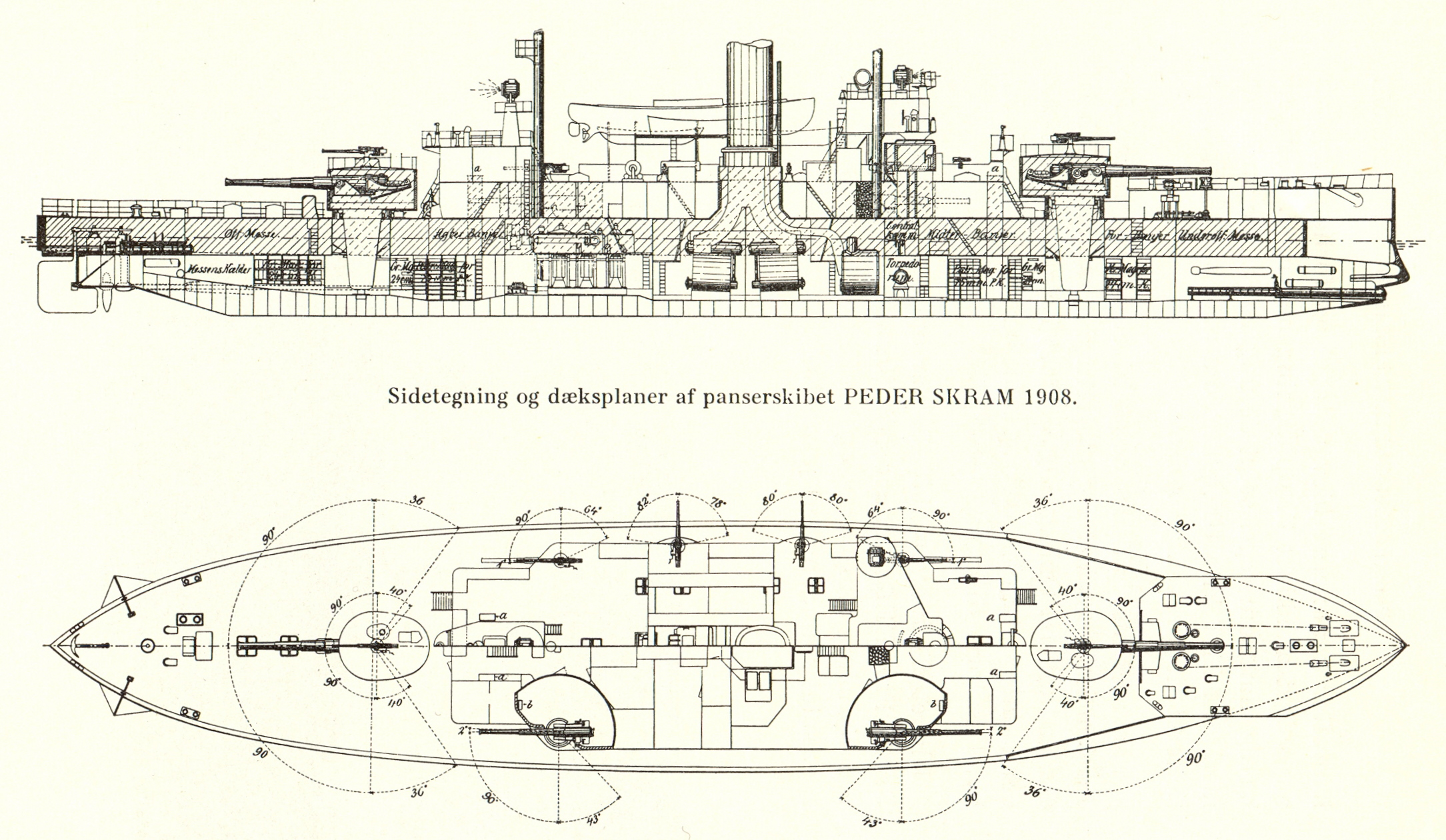
1908年の「ピーザ・スクラム」の武装配置を示した図。

本級の船体形状は波の穏やかなバルト海で運用するために乾舷は低かったが、凌波性を確保すべく艦首部分のみ高い短船首楼型船体であり、「ピーザ・スクラム」はより艦首部の乾舷を高められていた。水面下に衝角の付く艦首から甲板1段分下がって艦首甲板上に「1893年型 24cm（45口径）ライフル砲」を収める楕円筒型の単装主砲塔が1基を配置。
その後から上部構造部が開始し、司令塔の上に設けられた露天の艦橋は左右に船橋（ブリッジ）を持つ。艦橋の背後には中段に見張り所を持つ簡素な単脚式の前部マストが立つ。船体中央部に1本煙突が立ち、その周囲には煙管型の通風筒が大小様々に立ち並んだ。上部構造部の上は艦載艇置き場となっており、2本で1組のボート・ダビットが片舷2組ずつ計4組により運用される。上部構造物の後方に後部マストと探照灯台が立った所で上部構造部が終了し、後部甲板上に後ろ向きの24cm単装主砲塔が1基配置された。
副砲の15cm速射砲は上部構造部の四隅に位置する砲郭（ケースメイト）部に1基ずつ計4基が配置された。近接火器として5.7cm速射砲は舷側中央部に2基ずつと艦載艇置き場の外側に3ずつの計10基を配置した。他に3.7cm単装機砲がブリッジに2基ずつと探照灯基部に2基ずつ、マストの見張り所に前側2基ずつと後側に2基ずつの計4基が配置された。この武装配置のため艦首尾方向に最大で24cm砲1門・15cm砲2門・5.7cm砲2門・3.7cm砲4門が、舷側方向に最大で24cm砲2門・15cm砲2門・5.7cm砲5門・3.7cm砲4門が指向できた。
各艦の船体サイズの相違は以下の通り
| 艦名                 | 常備排水量 | 常備排水量 | 全長  | 全幅  | 吃水 | 乗員数 |
| -------------------- | ---------- | ---------- | ----- | ----- | ---- | ------ |
| ヘアロフ・トロレ     | 3,494トン  | 3.650トン  | 86.5m | 15.1m | 5.0m | 254名  |
| オルファト・フィシャ | 3,592トン  | 3,700トン  | ←     | ←     | ←    | 256名  |
| ピーザ・スクラム     | 3,735トン  | 3,783トン  | 87.4m | 15.7m | ←    | 262名  |

## 武装

### 主砲

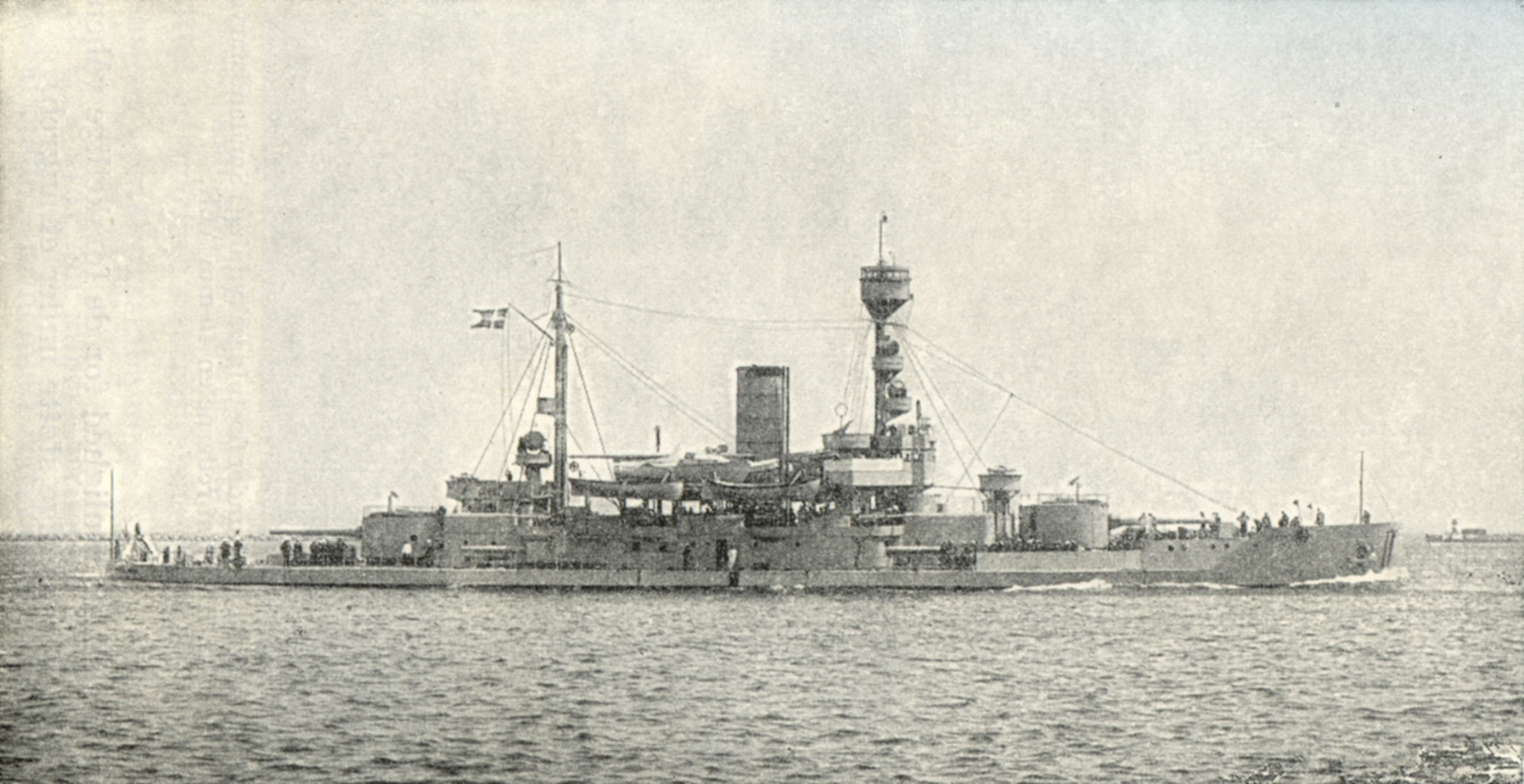
近代化改装後の1939年の「ピーザ・スクラム」。

主砲はカネー社の新設計の「1893年型 24cm（45口径）ライフル砲」を採用している。この砲は同年代のフランス防護巡洋艦「ダントルカストー」やスペイン海軍の装甲巡洋艦「プリンシペ・デ・アストゥリアス級」の主砲にも採用されていた。その性能は重量170kgの砲弾を最大仰角20度で14,630mまで届かせることが出来た。俯仰能力は仰角20度・俯角3度である。さらに旋回角度は左右125度の旋回角度を持っていた。砲塔の旋回、砲身の上下・砲弾の装填の動力は電動で補助に人力を必要とした。発射速度は毎分2発である。

### 副砲、その他の備砲・雷装等
副砲は水雷艇の襲撃を警戒し、威力を重視してボフォース製「1896年型 15cm（43口径）速射砲」を採用した。その性能は46.7kgの砲弾を、最大仰角20度で14000mまで届かせられた。この砲を単装砲架で片舷2基ずつ計4基を舷側ケースメイト（砲郭）配置した。俯仰能力は仰角20度・俯角7度である。旋回角度は露天では300度だが本艦は上部構造物により射界に制限を受け120度の旋回角度であった。砲架の俯仰・旋回・砲弾の揚弾・装填は主に人力を必要とした。発射速度は毎分5発であった。
他に対水雷艇迎撃用にオチキス「5.7cm（44口径）速射砲」を単装砲架で10基搭載した。その性能は2.70kgの砲弾を、最大仰角45度で7,955mまで届かせられた。この砲を単装砲架で片舷5基ずつ計10基を配置した。砲架の俯仰能力は仰角60度・俯角8度である。旋回角度は露天で360度の旋回角度を持つが実際は上部構造物により射界に制限を受け、舷側ケースメイト配置の旋回角度は150度であった。砲架の俯仰・旋回・砲弾の揚弾・装填は主に人力を必要とした。発射速度は毎分20発であった。
他に近接火器としてオチキス 3.7cm単装機砲8基を搭載した。他に対艦攻撃用に45cm魚雷発射管を単装で艦首に1基と艦橋の側面に片舷1基ずつの計3基を配置した。
各艦の武装の追加・撤去の相違は以下の通り
| 艦名                                             | 主砲                                       | 副砲                               | 備砲                                                                                   | 対空火器                                 | 機関砲                                                        | 雷装                      |  |
| ------------------------------------------------ | ------------------------------------------ | ---------------------------------- | -------------------------------------------------------------------------------------- | ---------------------------------------- | ------------------------------------------------------------- | ------------------------- |  |
| ヘアロフ・トロレ                                 | カネー 1893-96年型 24cm（40口径）単装砲2基 | ボフォース 15cm（43口径）単装砲4基 | オチキス 5.7cm（44口径）単装速射砲10基+（1905年：オチキス 4.7cm（43口径）単装機砲6基） | ←                                        | オチキス 3.7cm（23口径）単装機砲8基                           | 45cm水中魚雷発射管単装3基 |  |
| オルファト・フィシャ                             | ←                                          | ←                                  | オチキス 4.7cm（43口径）単装機砲6基                                                    | ←                                        | オチキス 3.7cm（23口径）単装機砲2基                           | ←                         |  |
| ヘアロフ・トロレ &オルファト・フィシャ（1918年） | ←                                          | ←                                  | 7.5cm（55口径）単装速射砲6基                                                           | ←                                        | オチキス 3.7cm（23口径）単装機砲2基                           | ←                         |  |
| ピーザ・スクラム                                 | ←                                          | ←                                  | 7.5cm（55口径）単装速射砲10基（1916年：8基）                                           | （1916年：7.5cm（55口径）単装高角砲2基） | 3.7cm（23口径）5連装ガトリング砲2基                           | 45cm水中魚雷発射管単装4基 |  |
| ピーザ・スクラム（1934年）                       | ←                                          | ←                                  | 7.5cm（55口径）単装速射砲8基                                                           | ←                                        | マドセン 2cm（60口径）連装機関砲2基、8mm（80口径）連装機銃2基 | ←                         |  |
| ピーザ・スクラム（1943年）                       | ←                                          | ←                                  | 7.5cm（55口径）単装速射砲8基                                                           | ボフォース 4cm（56口径）単装機関砲2基    | 8mm（80口径）連装機銃2基                                      | ←                         |  |

## 機関
本級の機関構成はソーニクロフト式石炭専焼水管缶6基と三段膨張型レシプロ機関2基2軸推進でネームシップの「ヘアロフ・トロレ」は最大力4,400馬力で最大速力15.6ノットを発揮、石炭245トンで速力9ノットで2,500海里を航行できる設計であった。
各艦の機関の差異は以下の通り
| 艦名                 | 最大出力 | 最大速力   | 航続距離          | 燃料量  |
| -------------------- | -------- | ---------- | ----------------- | ------- |
| ヘアロフ・トロレ     | 4,400hp  | 15.6ノット | 9ノット/2,500海里 | 245トン |
| オルファト・フィシャ | 4,500hp  | 15.8ノット | ←                 | ←       |
| ピーザ・スクラム     | 5,400hp  | 16.0ノット | 9ノット/2,620海里 | 255トン |

## 防御
防御装甲はクルーゾ鋼製で舷側水線部に最厚部で195mmの装甲が貼られており、艦首尾部の装甲はヘルルフ・トロルは175mmであったが2番艦と3番艦は155mmで薄かった。甲板は水平部が45mmで6傾斜部が65mmである。主砲塔はヘルルフ・トロルは前盾が195mmで側面が150mm、2番艦と3番艦は前盾が190mmで側面が160mmで強化されていたが天蓋は3隻とも50mmで砲塔基部のバーベット部は185mmである。副砲のケースメイト（砲郭）部の厚さは140mmで旋回部の防盾は75mmであった。

## 同型艦
- ヘアロフ・トロレ（Herluf Trolle） - 1897年7月20日にコペンハーゲン海軍造船所にて起工、1899年進水、1901年6月7日竣工、1932年4月30日解体。
- オルファト・フィシャ（Olfert Fischer） - 1900年にコペンハーゲン海軍造船所にて起工、1903年5月3日進水、1905年5月30日竣工、1932年4月30日解体。
- ピーザ・スクラム（Peder Skram） - 1905年4月25日にコペンハーゲン海軍造船所にて起工、1908年5月2日進水、1908年9月24日竣工、1943年8月29日自沈。ドイツに鹵獲され、ドイツ海軍防空艦「アドラー（Adler）」として再就役。1945年4月にキールで連合国機により撃沈後、浮揚されてデンマークに終戦後に返還。1949 年1月4日に業者に売却されコペンハーゲンにて解体処分。

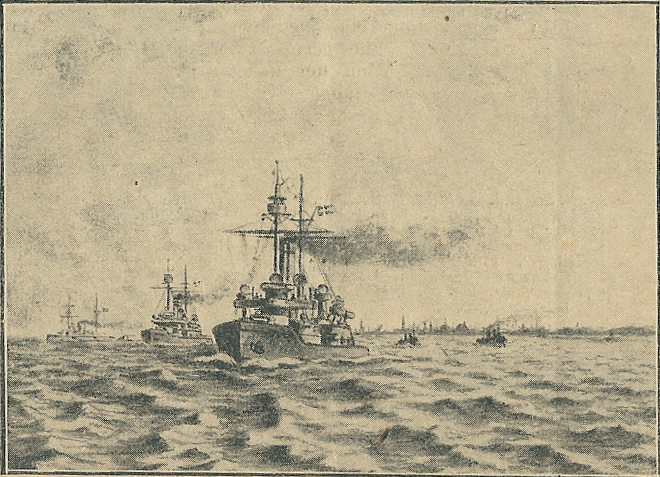
本級を描いた絵
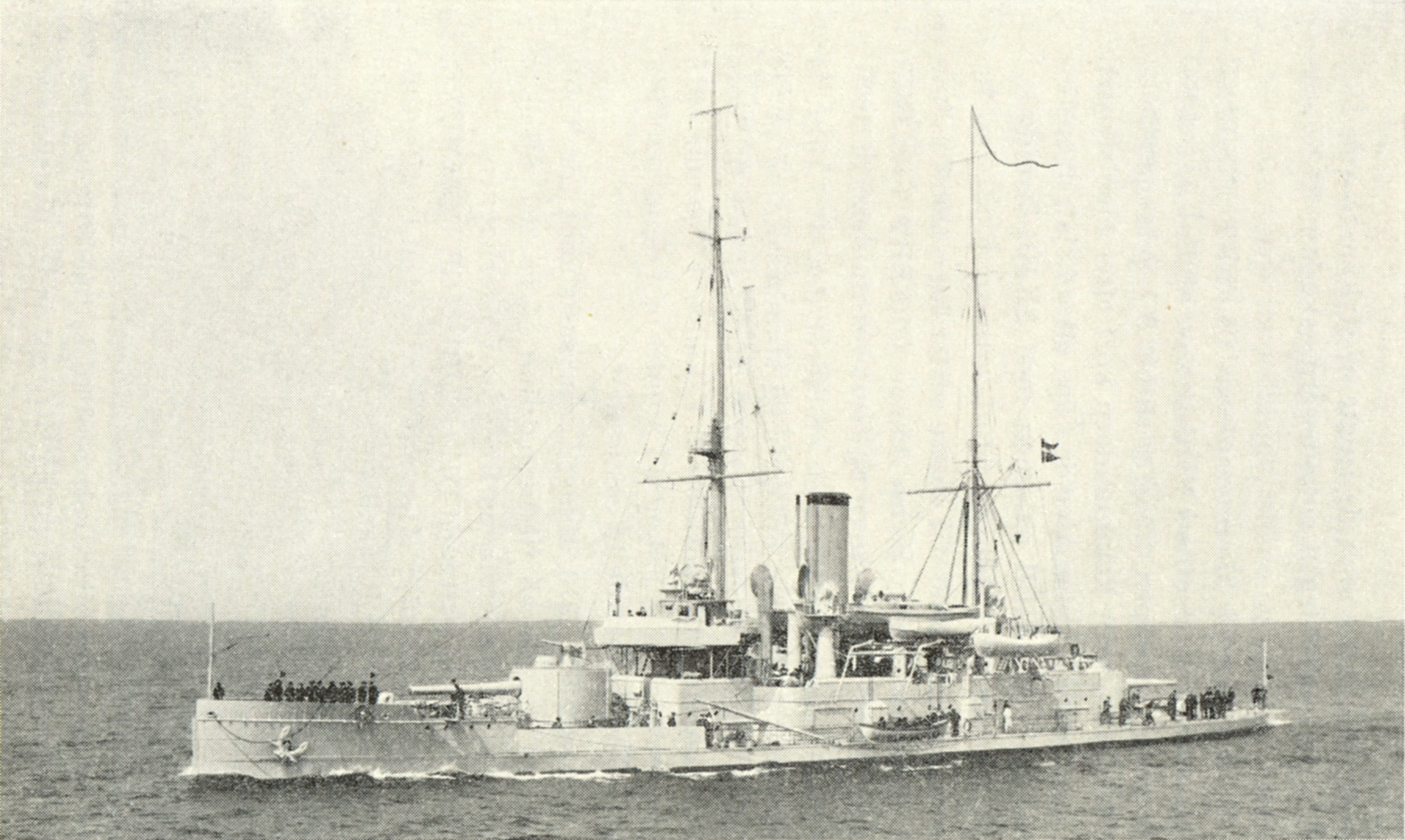
海防戦艦「オルファト・フィシャ」
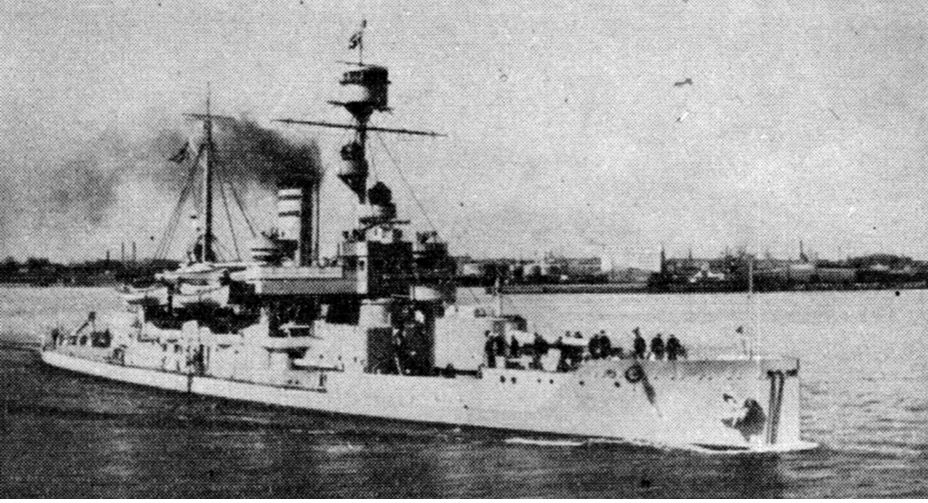
1939年に撮影された近代化改装後の海防戦艦「ピーザ・スクラム」
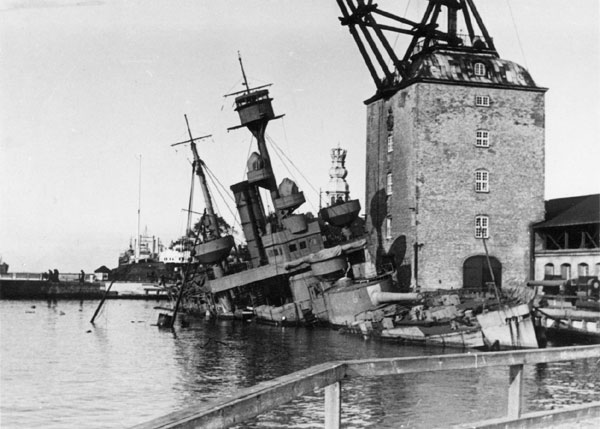
1943年に自沈後に撮影された海防戦艦「ピーザ・スクラム」